# Breynia neanika
Breynia neanika is een zee-egel uit de familie Loveniidae.
De wetenschappelijke naam van de soort werd in 1982 gepubliceerd door McNamara.